# Тутишкін Андрій Петрович
Тути́шкін Андрі́й Петро́вич (рос. Тутышкин Андрей Петрович; нар. 24 січня 1910 — пом. 30 жовтня 1971) — російський радянський актор театру і кіно, режисер. Заслужений артист РРФСР (1946).

## Біографія
Народився 24 січня 1910 року в місті Кишинів у родині професора медицини.
У 1930 році закінчив театральну школу при театрі ім. Є. Вахтангова й протягом 20 років працював у цьому театрі як актор і режисер.
У 1968—1970 був художнім керівником Ленінградського театру музичної комедії, головним режисером Ленінградського театру імені Ленінського комсомолу.
Помер 30 жовтня 1971 року. Похований на Головинському цвинтарі Москви.

## Нагороди і почесні звання
- Орден «Знак Пошани»[1];
- Заслужений артист РРФСР (1946).

## Фільмографія

### Акторські роботи
- 1935 — М'яч і серце / Мяч и сердце
- 1938 — Волга-Волга / Волга-Волга — Альоша Трубишкін, рахівник
- 1939 — Дівчина з характером / Девушка с характером — Берьозкін
- 1939 — Особиста справа / Личное дело — директор школи
- 1939 — Ніч у вересні / Ночь в сентябре — Іван Миколайович, офіцер держбезпеки
- 1941 — Серця чотирьох / Сердца четырёх — Аркадій Васильович Єршов, професор
- 1944 — Поєдинок / Поединок — інженер Леонтьєв
- 1945 — Близнюки / Близнецы  — Листопадов-батько
- 1948 — Три зустрічі / Три встречи — епізодична роль
- 1954 — Ми з вами десь зустрічалися / Мы с вами где-то встречались — Федір Васильович, пенсіонер
- 1954 — Запасний гравець / Запасной игрок — директор кіногрупи
- 1956 — Карнавальна ніч / Карнавальная ночь — Федір Петрович Миронов, бухгалтер
- 1957 — До Чорного моря / К Чёрному морю — директор СТО
- 1957 — Чоботи / Сапоги — король Бобеш
- 1958 — Матрос з «Комети» / Матрос с «Кометы» — режисер
- 1959 — Зорі назустріч / Заре навстречу — Грацианов
- 1959 — У степовій тиші / В степной тиши — Потугаєв
- 1960 — Безсонна ніч / Бессонная ночь — Власюк
- 1960 — Випробувальний термін / Испытательный срок — прикажчик
- 1961 — Академік з Асканії / Академик из Аскании — Анисимов, начальник управління
- 1961 — Артист із Коханівки / Артист из Кохановки — Іван Іванович Костенко, професор
- 1961 — Дорослі діти / Взрослые дети — Борис Володимирович
- 1962 — Капронові сіті / Капроновые сети — епізод
- 1967 — Анна Кареніна / Анна Каренина — адвокат Лав'єр

### Режисерські роботи
На сцені театру імені Вахтангова поставлено спектаклі: «Солом'яний капелюшок» (1939); «Маскарад» (1941); «Слуга двох панів» (1943); «Останній день» (1945).
У Ленінградському театрі комедії поставлено його режисерські роботи: «Літній день» (за Ц. Солодарем, 1950); «Добре місто» (за Г. Гуліа, 1950); «Шалений день або женитьба Фігаро» (за Бомарше, 1952).
Режисерські роботи в кіно:
- 1954 — Ми з вами десь зустрічалися / Ми з вами десь зустрічалися
- 1956 — Шалений день / Безумный день
- 1957 — До Чорного моря / До Чорного моря
- 1961 — Вільний вітер / Вольный ветер
- 1963 — Щур на підносі / Крыса на подносе
- 1963 — Як народжуються тости / Как рождаются тосты
- 1967 — Весілля в Малинівці / Свадьба в Малиновке
- 1971 — Шельменко-денщик / Шельменко-денщик